# USS Leyte (CV-32)
Pour les autres navires du même nom, voir USS Leyte.
L’USS Leyte (CV-32) est un porte-avion de classe Essex de l'United States Navy.